# 博徒列伝
『博徒列伝』（ばくとれつでん）は、1968年12月28日に東映で公開された日本映画。カラー、98分。

## 出演
- 富士上健吉：高倉健
- 小桜孝平：北島三郎
- 勝弥：藤純子（富司純子）
- 上州輝：待田京介
- 政吉：菅原文太
- 金光常吉：天津敏
- 念仏兼：北村英三
- 金光次郎：名和宏
- おくみ：橘ますみ
- 川田のぶ子：北林早苗
- 増沢利雄：有川正治
- 伊太八：玉川良一
- 清蔵：平参平
- 権三：人見きよし
- お化けの市：汐路章
- 浅井信蔵：志摩靖彦
- 安川：中村錦司
- 明石家京平：山岡徹也
- キズ平：江幡高志
- 警察署長：小田部通麿
- 秀男：有川正治
- お民：東竜子
- お関：山田桂子
- 万力徳：丘路千
- ガン鉄：鈴木金哉
- キスグレの銀次：国一太郎
- 出刃寅：八名信夫
- 登：唐沢民賢
- コブ七：高並功
- 秋山：野口貴史
- 信吉：大木晤郎
- 浅井香代：大浦和子
- 人夫：平沢彰
- 染井：遠山金次郎
- 美濃部新吉：浪花五郎
- 石倉利三郎：村居京之輔
- 甲田辰五郎：河津清三郎
- 川田修：大木実
- 足立三次：若山富三郎
- 若松勇次郎：鶴田浩二

## スタッフ
- 企画：俊藤浩滋、橋本慶一、日下部五朗
- 監督：小沢茂弘
- 脚本：笠原和夫
- 撮影：鈴木重平
- 美術：井川徳道
- 音楽：渡辺岳夫
- 録音：堀場一朗
- 照明：増田悦章
- 編集：堀池幸三
- 助監督：大西卓夫

## 主題歌
- 「博徒の花道」
- 作詞・作曲：渡辺岳夫
- 唄：北島三郎

## 同時上映
『新 網走番外地』
- 原案：伊藤一 / 脚本：村尾昭 / 監督：マキノ雅弘 / 主演：高倉健
- 『新網走番外地』シリーズ第1作。

## 映像ソフト
- 2015年11月11日、東映ビデオからDVDが発売されている。